# Guerre dano-suédoise (1470-1471)
Pour les articles homonymes, voir Guerres dano-suédoises.
La guerre dano-suédoise de 1470-1471 est un conflit opposant le royaume du Danemark à la Suède.
En 1470, à la mort de Karl Knutsson, Sten Sture le Vieil devient régent. Le roi Christian Ier de Danemark déclare alors la guerre aux Suédois pour tenter de rétablir l'union de Kalmar. En juillet 1471, une flotte danoise débarque en Suède avec 6 000 soldats mais Christian Ier hésite à mettre le siège devant Stockholm, laissant le temps à Sten Sture de rassembler une armée de 10 000 hommes (dont une majorité de paysans). Le 10 octobre 1471, lors de la bataille de Brunkeberg (en), une attaque coordonnée des Suédois depuis trois endroits différents surprend les Danois. Le roi Christian Ier est blessé et son armée doit battre en retraite. Sten Sture assure ainsi son pouvoir sur la Suède, qu'il gouverne jusqu'en 1497, puis de 1501 à 1503.